# Cerkev sv. Bernardina, Portorož
Cerkev sv. Bernardina Sienskega v Portorožu je nekdanja samostanska cerkev, danes del hotelskega kompleksa Bernardin.

## Zgodovina
Na Bernardinu sta se ohranila zvonik in prezbiterij cerkve nekdanjega frančiškanskega samostana (ne gre ga zamenjevati s starejšim benediktinskim samostanom sv. Lovrenca, ki je stal na Vesni, na mestu nekdanje vile San Lorenzo in sedanjega hotela Metropol). Samostan in cerkev sv. Bernardina Sienskega je leta 1452 dal zgraditi sv. Janez Kapistran (1386-1456), duhovnik reda manjših bratov, ki je bil mirovni posrednik, potujoči pridigar, redovni prenovitelj in spovednik. Njegovi učitelj je bil sv. Bernardin Sienski, ki velja še danes za enega izmed največjih ljudskih govornikov vseh časov. 
Observanti so prišli v Istro v sredini 15. stoletja. Leta 1450 je Janez Kapistran, tedaj generalni vikar observantov, med svojo potjo prek Istre na željo Pirančanov privolil v izgradnjo postojanke njegovega reda izven piranskega obzidja. Izbira mesta se ujema s severnoitalijanskimi srednjeveškimi observantskimi samostani, ki so bili vsi grajeni na nekoliko izoliranih, a strateško pomembnih legah. Samostan je bil dokončan in naseljen leta 1452. 
V cerkvi je bila tudi kapela Milostne Matere božje, ki so jo posvetili okoli 1490.
Koprski škof Paolo Naldini je v svojem Cerkvenem krajopisu o cerkvi zapisal le, da je velika in svetla in da jo krasijo marmorni oltarji ter dragocene slike, o srednje velikem samostanskem poslopju pa, da se dviga v dormitorije, je obdano z delavnicami in se razteza med vrtove in v nadstropja (Naldini 1700, 303–304).
Samostan je bil ukinjen 1806. Avstrijska cesarska vojska je poslopja spremenila v trdnjavo za obrambo zaliva (1830), sledilo je propadanje ohranjenih stavb. Dragocena slikarska umetnostna dela so se izgubila ali pa so bila prenesena drugam.

## Ohranjena arhitektura
Do danes so se ohranili temelji cerkvene ladje, križnorebrasto obokani gotski prezbiterij s šilasto zaključenim slavolokom in mlajši baročni zvonik ob njegovi severni steni, ki so od 1976 na ploščadi hotelskega kompleksa. Kljub skromni stavbni zapuščini lahko cerkev uvrstimo med značilne beneško orientirane arhitekture, beneškega tipa je tudi zvonik.Ima en zvon.
Enoladijski tloris z nekoliko ožjim križnorebrasto obokanim kvadratnim prezbiterijem v osnovi ustreza severnoitalijanskim observantskim cerkvam. 
Na začetku 20. stoletja so bili fragmentarno ohranjeni še zidovi ladje in zahodna fasada z vhodnim portalom. Ta je bil pravokoten in je imel timpanon s šilastim lokom. Kako je bil profiliran okvir portala, na podlagi slike ni mogoče določiti, vendar gre po zasnovi za eno tipičnih oblik beneških portalov. Levo od vhoda v cerkev je nekdaj stal pravokoten prostor, katerega fasada je imela dva pilastra, okrašena z grbi. Morda je bila tu omenjena Marijina kapela. 
V prezbiteriju je ohranjene nekaj kvalitetne stavbne plastike: štiri obočne konzole, kapitela in bazi obeh slavoločnih polstebrov ter sklepnik. Odlikuje jo mehka modelacija, ki do izraza prihaja zlasti ob sorodno okrašenih (ob)slavoločnih polkapitelih in konzolah. Slavoločna polkapitela krasita široka gladka vogalna lista s trakastimi robovi, ki se proti vrhu nekoliko zožata in iztekata v upognjene resasto razprostrte liste, ki se z robovi prilegajo gladki površini. Na južnem polkapitelu je med vogalnima listoma izklesana rozeta, na ladijski strani pa človeška glavica, na severnem polkapitelu pa je med vogalnima listoma izklesana živalska podoba, ki spominja na levjo glavo. Bazi obeh polstebrov, ki sta imeli atiški profil in vogalne liste, sta le deloma ohranjeni.